# Torbjörn Junhov
Nils Torbjörn Junhov, född 2 augusti 1937 i Laxsjö församling, Jämtlands län, död 15 januari 2014 i Östersund, Jämtlands län
, var en svensk militär och bokförläggare.
Junhovs huvudsakliga karriär var som flygofficer, men även som civil trafikflygare. Sist var han  överstelöjtnant i Flygvapnet. Junhov var fil.kand i historia, Han var moderat politiker i Jämtlands läns landsting och Östersunds kommun samt nämndeman i Kammarrätten i Sundsvall.
År 1992 grundade han Jengel förlag, förlaget för Jemtlandica, vilket bland annat gav honom ett flertal utmärkelser. Junhov var ordförande i Aksel Lindström Sällskapet.

## Utmärkelser
- 1981 NOR (Medalj För nit och redlighet i rikets tjänst)
- 1993 European Community Monitoring Mission in Bosnia Medalj
- 1993 ÖB medalj för framstående utlandstjänstgöring
- 1993 Tilldelad Rotary Internationals utmärkelse Paul Harris Fellow
- 2004 Medalj och diplom till Professor Carl Zetterströms minne ”För Jamtsk vitterhet”. (Utdelad av kommittén för Jamtamotets bevarande.)
- 2005 Kulturpriset Olof Högbergplaketten ”För framstående kulturell gärning” (Utdelad av Norrlandsförbundets fullmäktige.)
- 2005 Jamtamot i Uppsalas Hederspris, med motiveringen att Junhov är en driftig person som gör utomordentligt bra saker för Jämtlands bästa.[5][6]
- 2006 Östersunds kommuns kulturpris för sitt arbete som upphovsman och drivande kraft i det jämtländska bokförlaget Jengel.[7]
- 2007 Aksel Lindströmsällskapets hedersomnämnande med diplom ”Dels för mångåriga och gagnande insatser i Sällskapets styrelse dels för intresserat och framgångsrikt arbete i sin utgivning av publikationer i Aksel Lindströms anda”.
- 2009 Jämtlandsgillets i Stockholm guldmedalj för att ”Under längre tid främjat den kulturella utvecklingen i och utanför Jämtland”